# Lode Baekelmans

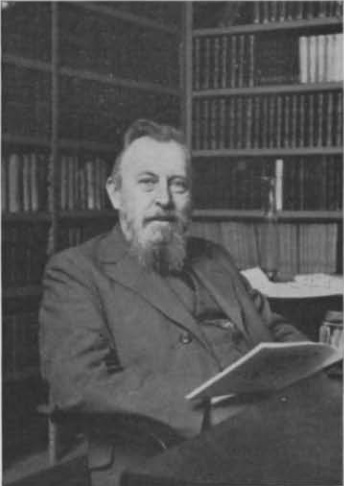
Lode Baekelmans

Lode Baekelmans, född 26 januari 1879 och död 11 maj 1965, var en nederländsk författare.
Baekelmans har i naturalistiska romaner skildrat folk- och bohemlivet i Antwerpen, bland annat De doolaar en de weidsche stad (1904).